# Piz Polaschin
Piz Polaschin är en bergstopp i Schweiz.   Den ligger i regionen Maloja och kantonen Graubünden, i den östra delen av landet, 180 km öster om huvudstaden Bern. Toppen på Piz Polaschin är 3 013 meter över havet, eller 229 meter över den omgivande terrängen. Bredden vid basen är 1,2 km.
Terrängen runt Piz Polaschin är bergig åt sydost, men åt nordväst är den kuperad. Närmaste större samhälle är St. Moritz, 7,8 km nordost om Piz Polaschin. 
Trakten runt Piz Polaschin består i huvudsak av gräsmarker. Runt Piz Polaschin är det ganska glesbefolkat, med 31 invånare per kvadratkilometer.